# The Fantasy Trip
The Fantasy Trip (TFT) — это настольная ролевая игра разработанная Стивом Джексоном и выпущенная модулями издателем Metagaming Concepts, начиная с 1977 года и заканчивая 1980 годом.
В 2019 Steve Jackson Games перевыпустила эту игру как The Fantasy Trip Legacy Edition.

## Описание
В фэнтезийных настольных ролевых играх (НРИ) середины 1970-х годов, примером которых является Dungeons & Dragons от TSR, игроки сначала случайным образом определяют ключевые характеристики своего персонажа, такие как сила, ловкость и интеллект, прежде чем выбрать класс персонажа, который позволит наилучшим образом использовать наивысшие баллы.
The Fantasy Trip была первой НРИ, что использовала систему покупки очков. В отличии от броска костей, игрок распределяет 32 очка между силой, ловкостью и интеллектом. С большей силой персонаж получал больше здоровья. С большей ловкостью больше шанс попасть по противнику. С большим интеллектом персонаж получал доступ к более могущественным заклинаниям для воплощения. Броня уменьшает количество входящего урона, но за счет ловкости. Воплощение заклинаний происходит за счет силы. 
Базовые правила были изложены в двух публикациях: The Fantasy Trip: Melee и The Fantasy Trip: Wizard.

### Ближний бой
Ближний бой это простая, быстроиграющая, тактическая, боевая настольная игра, к которой прилагается маленькая, пустая, шестигранная карта, а также табличка с людьми, монстрами и оружием (со всем оружием, что можно найти в бою), вместе с 17-страничной книгой правил.   
Каждый персонаж имеет характеристику силы и ловкости. Параметр силы говорит о том, сколько урона может получить персонаж и размер оружия которое он может носить. Чем больше размер оружия тем больше наносимый им урон. Ловкость определяет шанс атаки по противнику. Броня которую носит персонаж снижает урон который персонаж получает в бою, но также уменьшает ловкость носящего. 

### Магия
32-страничная книга правил магии, не только включает в себя большую часть ближнего боя, но и добавляет новую систему магии. Интеллект, как третья характеристика определяет способность к магии и чем он выше тем больше открывается новых мощных и вариативных заклинаний. Однако активная волшба временно снижает силу персонажа,  уменьшая количество заклинаний  которые тот может сотворить, пред тем как ему потребуется восстановить свои силы.  

### В лабиринте
80-страничная книга "In the Labyrinth: Game Masters' Campaign and Adventure Guide" добавляет ролевую систему и фэнтези предысторию для The Fantasy Trip (Одновременно с In the Labyrinth были выпущены Advanced Melee и Advanced Wizard, которые значительно увеличивали и изменяли физическую и магическую боевые системы.)  
Данное троекнижие полностью очертило и завершило игровую систему. Как и в других настольных микро играх (MicroGames), каждый персонаж имеет силу, ловкость и интеллект. Новые персонажи обладают 8-ю очками в каждой характеристике, а также 8-ю дополнительными очками, которые можно распределить в одну или несколько характеристик.
В In the Labyrinth также добавлялась система покупки навыков, расширяющая и обобщающая систему магии, взятую из Wizard. Каждый персонаж имеет талант или очко навыка соответствующее очкам интеллекта, таким образом каждый навык имеет свою цену в очках навыков и минимальный интеллект необходимый для его изучения.

## История публикаций

### Концепт
Американский геймдизайнер Стив Джексон стал интересоваться первой фэнтезийной настольно ролевой игрой Dungeons & Dragons, когда она была впервые опубликована в 1974 году. Однако Джексону не понравились ни большие и сложные правила, ни система создания персонажа с случайно выбираемыми характеристиками.
НРИ историк Stu Horvath заметил, что домашние правила стали обычным способом "уменьшить случайность в пользу предоставления игроку некоторой свободы действий при создании персонажа, которого он хочет играть".
Решением Джексона как геймдизайнера, работающего в Metagaming Concepts, было разработать новую систему ролевых игр с гораздо более простым набором правил. Система Джексона также использовала систему покупки очков для определения атрибутов.
Metagaming Concepts начали выпускать линейку игр под названием MicroGame. Это были маленькие пакеты с простыми играми, они были запакованы в пакеты с застежкой-молнией или небольшие пластиковые коробочки. Первой игрой в этой серии был научно фантастический варгейм Джексона, под названием Ogre. Микро-игрой №3 была The Fantasy Trip: Melee, изданная в 1977. После же в 1978 была издана микро-игра №6, Fantasy Trip: Wizard. Отзыв на первые две части был хорош,  и поэтому издатель выпустил игру под названием MicroQuest, это была линейка небольших приключений, что использовали эти правила, данная серия выходила с 1978 по 1981.

### TFT НРИ
Хоть в Melee и Wizard были установлены правила ближнего боя и магии, Джексон хотел создать полноценную RPG. Он переработал и расширил как Melee, так и Wizard, добавив больше боевых правил, больше оружия, больше магических предметов и правил для мастера игры, а также полноценное приключение в котором использовались новые правила. Он представил это для публикации, предполагая, что это будет издано отдельно от TFT, т.е. как новый продукт. Однако президент Metagaming, Говард Томпсон не согласился с подходом Джексона, посчитав, что он слишком сложный.
После того, как Говард внес изменения в игру, Джексону не показали окончательные корректуры, и Говард опубликовал RPG Fantasy Trip в виде четырех отдельных книг: Advanced Melee; Advanced Wizard; In the Labyrinth (руководство мастера игры); и приключение под названием Tollenkar's Lair. Джексон был настолько разгневан, что в 1980 году покинул Metagaming и основал собственную компанию Steve Jackson Games.
Metagaming Concepts опубликовала несколько приключений для TFT, в том числе Warrior Lords of Darok и Forest Lords of Dihad, опубликованных в 1982 году для сеттинга кампании The Land Beyond the Mountains в партнерстве с Gamelords.
Лицензионный сеттинг кампании Thieves ' World, опубликованный Chaosium в 1981 году, также включал статистику персонажей и заметки для использования с TFT.
Два журнала, издаваемых компанией Metagaming, The Space Gamer и Interplay, публиковали материалы TFT, включая заметки дизайнера, дополнения к сеттингу и альтернативные правила.
В 1983 году компания Thompson закрыла Metagaming и продала большую часть своих активов. Джексон пытался приобрести права на The Fantasy Trip, но предложенная Томпсоном цена в 250 000 долларов оказалась слишком высокой, и издание TFT прекратилось.
Это натолкнуло Джексона на роботу над третьим поколением НРИ системы которой стала GURPS (the Generic Universal Role-Playing System), которая была сильно вдохновлена The Fantasy Trip.
В 1988, Hobby Japan выпустила версию TFT на японском языке под названием Квест призрачного единорога (яп. 幻のユニコーンクエスト Maboroshi no Yuniko-Nkuesuto). В одном томе были объединены правилаMelee и Wizard в месте с микроквестами Death Test, Death Test 2, Grail Quest, Treasure of the Silver Dragon, and Treasure of Unicorn Gold.